# Système de commutation télex T200
Le système de commutation télex T200 développé par Hasler AG de Berne a ouvert de nouvelles perspectives à la modernisation et la diffusion du télex au cours des années 1970 et 1980 lorsque Hasler AG était pionnier du déploiement de centraux à programmes enregistrés (SPC) qui remplaceront progressivement les anciens centraux télex électromécaniques.
Le premier central télex T200 a été mis en service en février 1972 dans le réseau de l’opérateur de télécommunications Cable & Wireless à Hong Kong. Il s'agissait du premier central télex du service public au monde contrôlé par programme enregistré avec commutation d'appels sur un bus de données numériques.
Une particularité du système T200 était son architecture capable d’assurer un fonctionnement ininterrompu au moyen de 3 processeurs synchrones soumis à une surveillance de majorité (le programme d'alunissage d'Apollo en 1969 a également utilisé le concept de triple redondance modulaire (TMR) pour les équipements critiques).
Plus de 50 systèmes T200 ont été opérationnels dans 16 pays entre 1972 et 2020, principalement à Hong Kong, en Suisse et en république populaire de Chine.

## Développement initial
En décembre 1967, Cable & Wireless (Londres) a adjugé à Hasler AG la commande de la livraison et de la mise en service d'un système de commutation télex de 750 lignes à Hong Kong. Ce système était basé sur une description technique publiée par Hasler AG en 1966 intitulée Electronic Telex Exchange. Dans les années 1960, Hasler AG, fournisseur à l'échelle mondiale de son système TOR (Telex over Radio), était bien connu de Cable & Wireless. Ce premier central T201 est devenu opérationnel le 2 février 1972.

### Matériel

#### Architecture

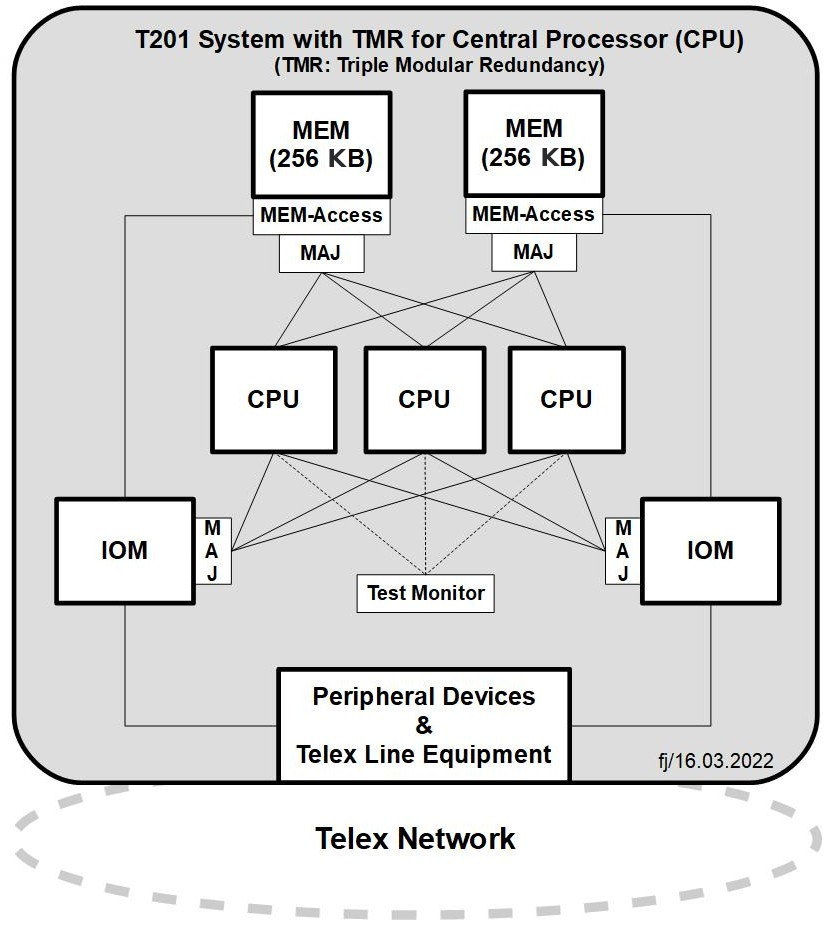
Architecture du système T201, montrant les triples processeurs

Dans le but d'assurer une fiabilité opérationnelle de quasi 100 %, un concept de redondance avec triple processeurs a été développé. Les signaux étaient supervisés en permanence à l'aide de circuits majoritaires. Ce concept prévenait toute erreur éventuelle d’un des trois processeurs de causer un dysfonctionnement du système. 
À noter que les autres composants critiques étaient dupliqués et leur fonctionnement garanti par un contrôle de parité.

#### Technologie
À l'exception de la mémoire centrale à tores magnétiques et des périphériques entrée/sortie, Hasler AG a développé tous les équipements électroniques avec la logique transistor-transistor (TTL).

#### Fonctionnalités
La capacité d'adressage de la mémoire était de 256 ko. La période de l'horloge de traitement en temps réel était de 10 ms. Le bus de transfert (parallèle 32 bits) permettait la connexion de 16 processeurs d’équipements de lignes de 256 lignes chacun, soit un maximum de 4096 lignes.

### Logiciel
Le langage assembleur TELMOS, développé par Hasler AG, a été conçu pour une programmation optimale en temps réel et une utilisation efficace de la  mémoire limitée à 256 ko. Parmi les fonctions logicielles mises en place figuraient le système d'exploitation, le traitement des appels de différents types de signalisation, les services d'abonnés, la recherche de destinations et le routage des appels, l'enregistrement des données d'appels et des fonctions utilitaires. À l'exception des normes CCITT, les fonctions, à l'origine décrites de façon sommaire, ont été spécifiées en détail lors de la phase de développement. L’élaboration d’un logiciel nouveau et complexe, fonctionnant en temps réel, était un défi majeur. La société anglaise de logiciels Scicon Ltd a été appelée en renfort en 1970 afin d’assurer une disponibilité dans les délais convenus.

## Le premier central T201 à Hong Kong
Le premier central T201, mis en service le 2 février 1972 au Old Mercury House à Hong Kong (Central), a été suivi par l’installation d’un deuxième central en août 1972 au New Mercury House (Wanchai) devenu opérationnel en 1973. 
A noter l'utilisation d'un Data Link (2.56 Mb/s PCM) de Hasler AG assigné à la connexion des abonnés télex de Kowloon au central T201 via une liaison radio à travers le port de Hong Kong.

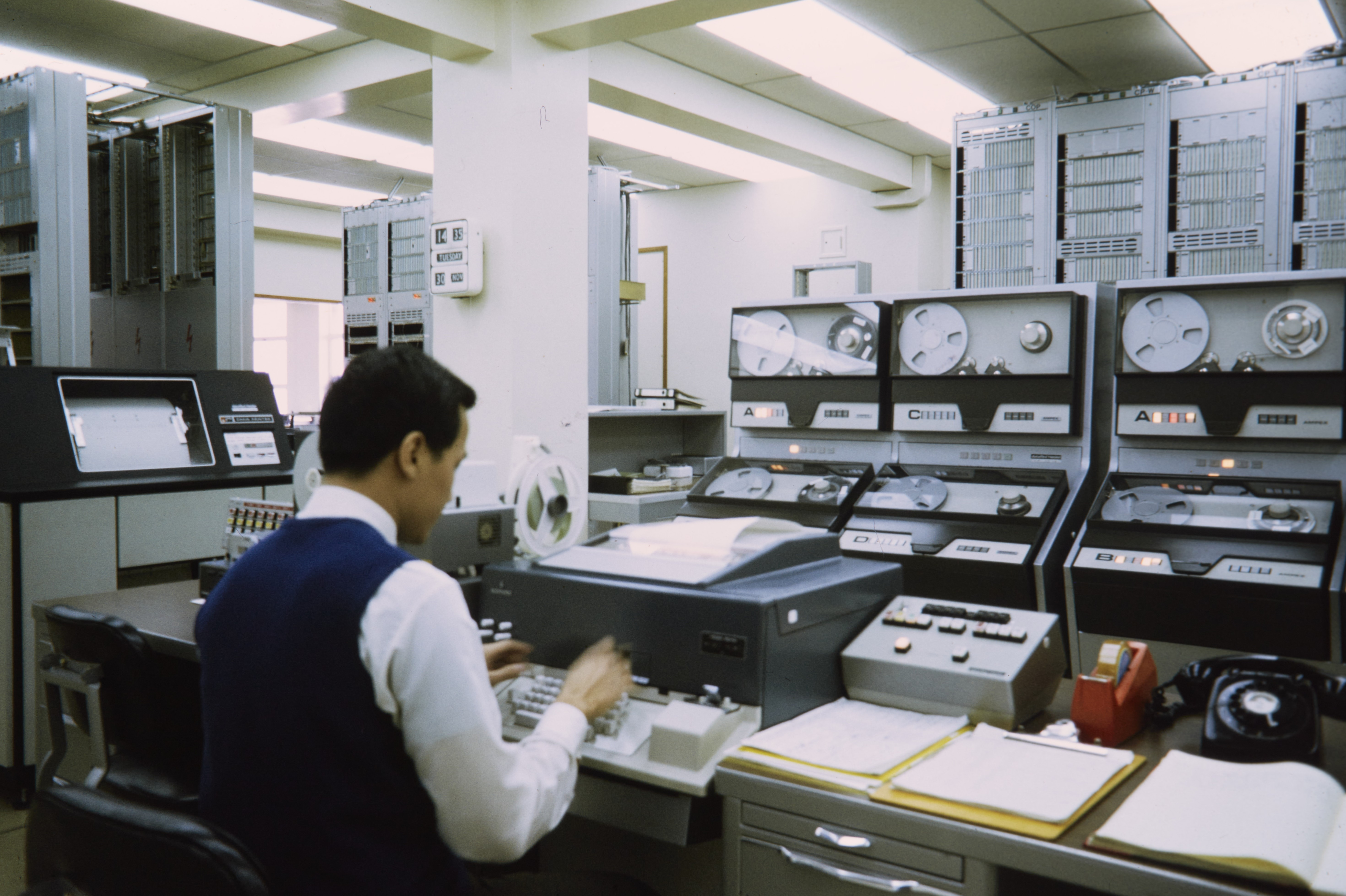
Le central télex T201 à Hong Kong, nov. 1971

## T202: Augmentation de la capacité
Les besoins accrus de performance et la demande de nouvelles fonctionnalités devenaient inéluctables. La décision fut donc prise de mettre à niveau le système d'origine comme suit :
- implémentation de processeurs jumeaux avec répartition de charge.
- augmentation de la capacité adressable de la mémoire centrale à 1 Mo.
- introduction de terminaux d'opérateurs avec écran et stockage de données sur disques durs.
- nouveaux équipements de lignes d’un maximum de 32 000 lignes à 50 Bd.
- un traitement de codes à 8 éléments et commutation à 300 Bd pour le service DATEX 300 planifié par les Postes, Téléphones et Télégraphes (PTT) suisses[5].

Le premier central télex avec double processeur T202 a été mis en service à Sydney à la fin de 1975 comme nœud du trafic international pour Overseas Telecommunications Commission (OTC (A)). La livraison d'un central de ce type destiné au Bureau Télégraphique International (BTI) à Paris a suivi en 1979. En Suisse, la transition réussie des centraux télex électromécaniques au nouveau réseau de commutation de données électroniques (EDWA) a débuté en 1979 par le déploiement des centraux T202 de Zurich et Genève. À Hong Kong [8], le télex a connu une forte croissance et les utilisateurs ont demandé de nouveaux services d'abonnés tels que Store and Forward et un service de renseignements automatisés. Plus tard, en 1979, un système à double processeur T202 a été mis en service, suivi d’un deuxième en 1982.

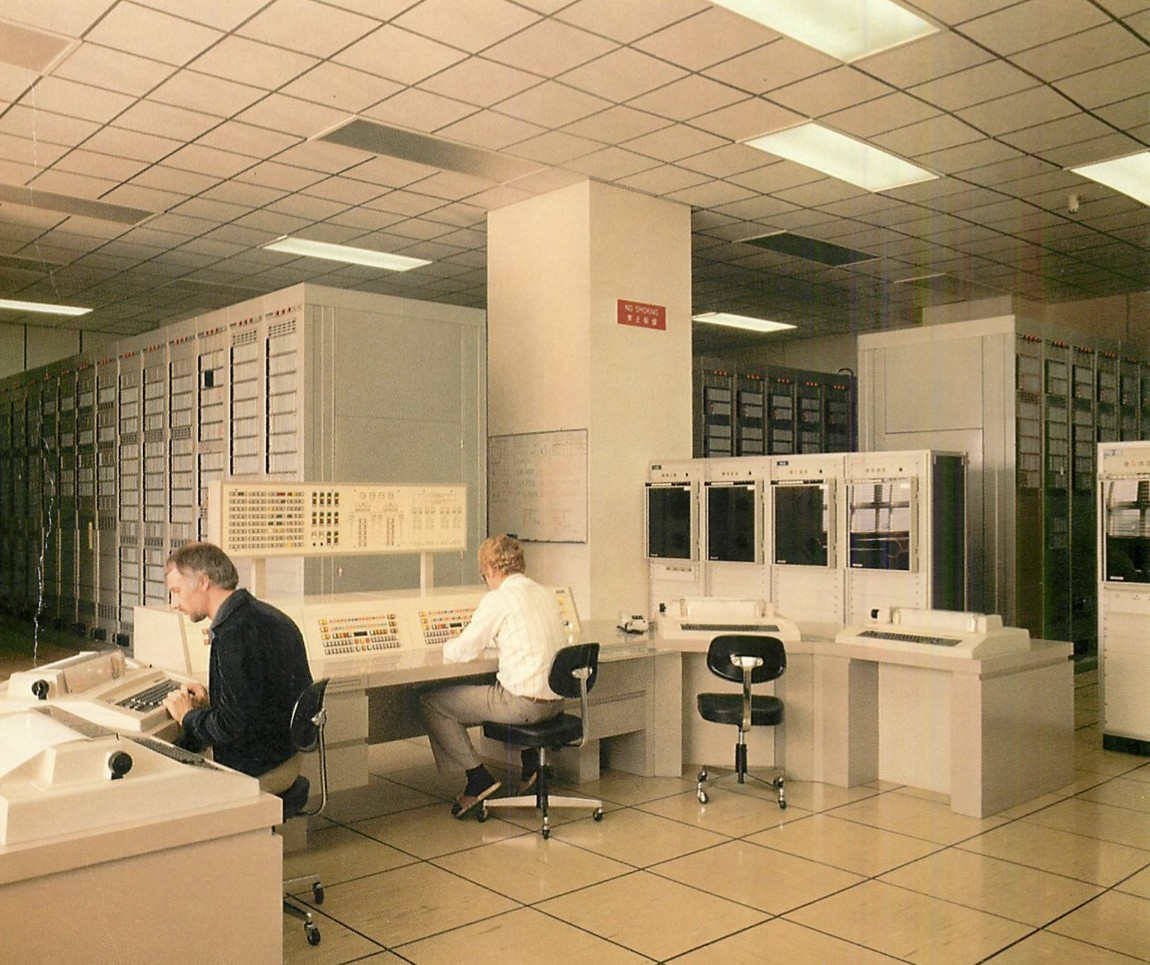
Installation du central télex HK-D T202 (bi-processeur) à Hong Kong, (photo 1980)

## T203: Mise à jour de la technologie
L'ordinateur T203, développé dans le cadre du projet suisse de Réseau Numérique à Intégration de Services (Integriertes Fernmelde-System ― IFS), a fait son apparition en 1981. Parmi les avantages du système T203 figuraient un rapport performance / volume amélioré de 10 et le remplacement de la mémoire centrale à tores magnétiques par une mémoire semi-conducteur composée de chips de 64 Ko. L’extension du réseau suisse Telex et Data a été réalisée simultanément avec le déploiement des processeurs T203 en lieu et place des processeurs T202. Le premier système de commutation T203 a été mis en service à Bâle en 1984. En 1989, l’entier du réseau télex des PTT suisses était alors composé de centraux T203.

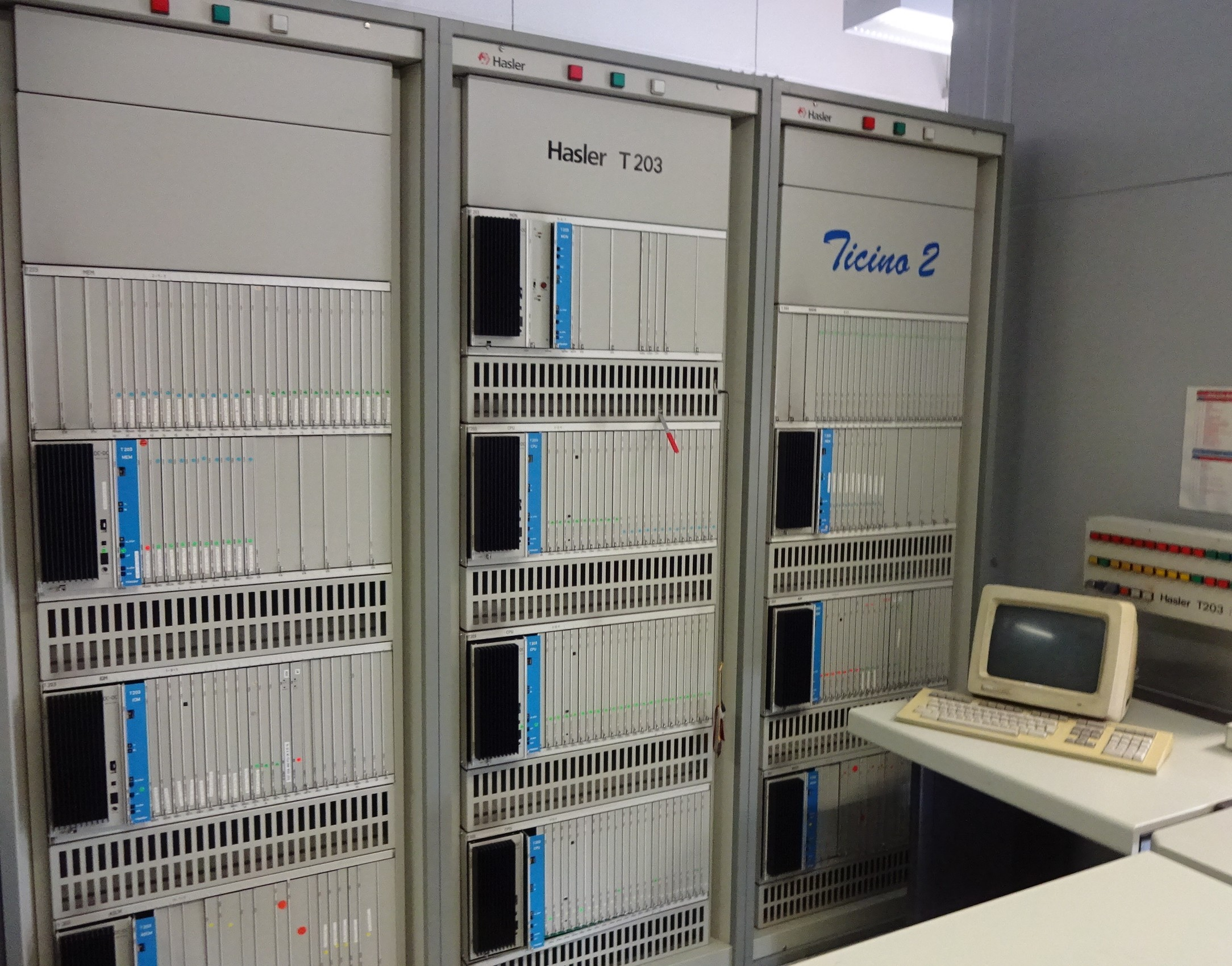
Central télex T203, Lugano, Suisse, 2020

Au début de 1985, un accord de coopération a été conclu avec la république populaire de Chine pour l'extension du réseau télex avec les centraux T203. Le premier central T203 a été mis en service à Taiyuan en décembre 1985. En 1989, le ministère chinois des Postes et Télécommunications a commandé un système de commutation télex et télégrammes intégré, nommé TM203. Le TM203 a été introduit dans les principaux nœuds du réseau. En 1997, 17 systèmes T203/TM203 étaient en opération en Chine.
Au début des années 1980, le remplacement imminent du service Telex semblait inéluctable à la suite de l'introduction du Teletex en Allemagne en 1981. Il semblait qu'avec le temps, le Teletex allait remplacer le service Télex. C’est pourquoi, Hasler AG intégra des convertisseurs Teletex/Telex au système T203 permettant la communication entre les deux services. Par ailleurs, des convertisseurs des réseaux X.25 aux systèmes de messagerie (TPAD), des multiplexeurs R.101 intégrés et des concentrateurs d’abonnés Telex contrôlés par le central T203 ont également été développés et déployés.

## Déclin du Télex
Dès 1987, avec la baisse de la demande du service Télex et du nombre d'abonnés, Ascom, successeur de Hasler AG, prévoyait le retrait graduel de ses activités liées au marché du télex. Cette anticipation sur le long terme tenait compte du respect des obligations contractuelles envers ses clients, permettant toutefois l’exploitation d’opportunités commerciales sans risque qui continuaient à se présenter et la garantie d'une maintenance à long terme, en particulier du logiciel. Cette stratégie fut couronnée e succès. Des systèmes T203 ont été livrés jusqu'en 1997 et le dernier Central T203 est resté en service jusqu'en 2020 à Lugano.

## Les 20 dernières années – SwissTelex
Planifié par Swisscom en 1994, toutes les lignes télex suisses ont été connectées au central T203 de Lugano en 1997. Grâce à la libéralisation des services de télécommunications, il devenait possible, par des accords de licence, d’exploiter un service Telex pour des abonnés connectés à l'étranger. Ce qui a été fait grâce au logiciel du système T203 permettant la création de réseaux télex virtuels.

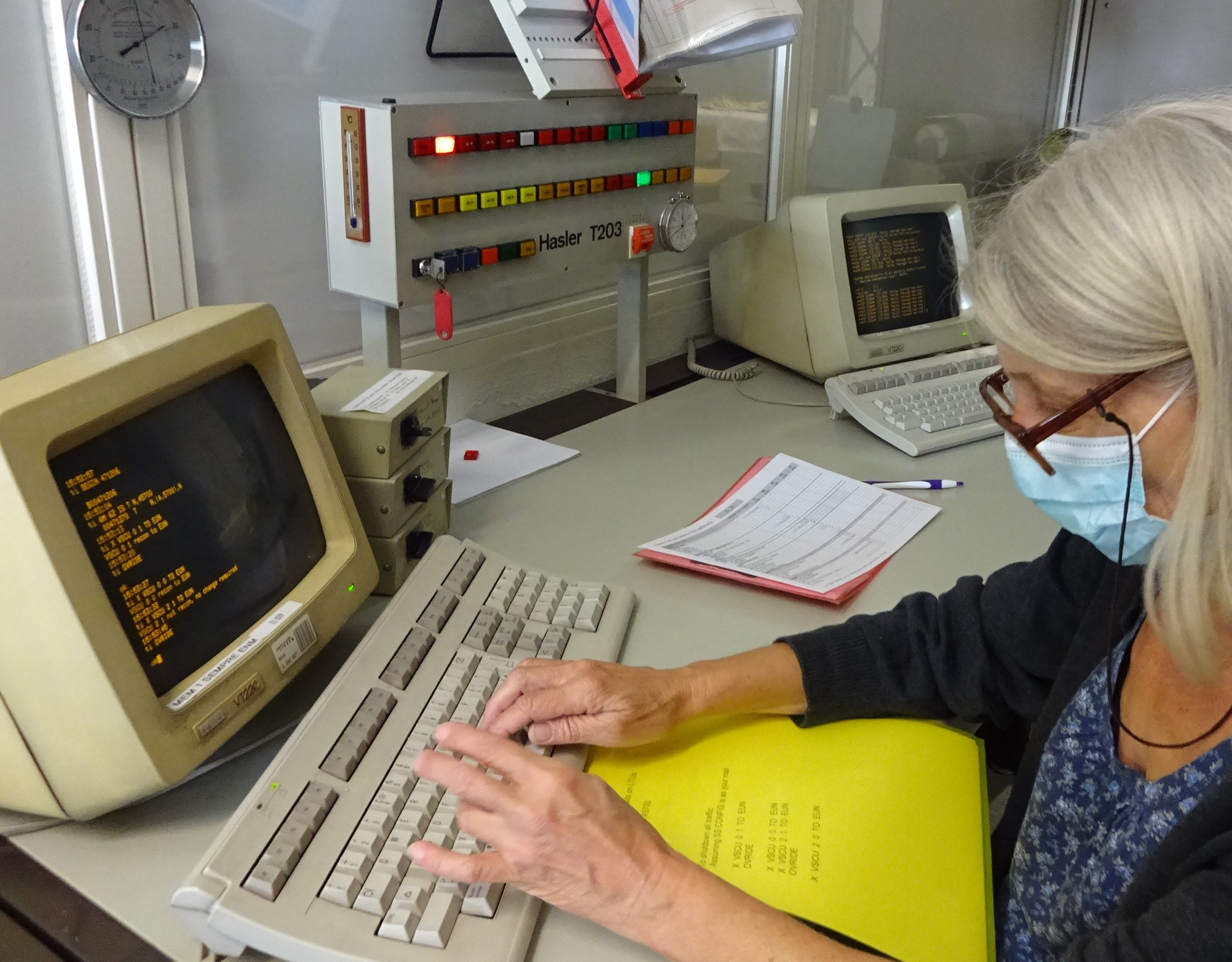
Central télex T203, Lugano, 2020 : Saisie de la commande de mise hors service

En 2006, Swisscom, propriétaire du réseau télex suisse, encouragea la création de SwissTelex, une société privée en charge de l’opération du central télex T203 de Lugano auquel 7 000 abonnés étaient encore raccordés. En 2015, ce système T203 desservait encore 20 pays, dont des abonnés britanniques, allemands et suédois.
Le 31 août 2020, le dernier central télex T203 de Lugano était mis hors service. Son triple processeur est conservé au Musée de la Communication à Berne.